# Matilde Lalín
Matilde Noemí Lalín () é uma matemática argentino-canadense, especializada em teoria dos números e conhecida por seu trabalho sobre funções L, medida de Mahler e suas conexões. É professora de matemática na Universidade de Montreal.

## Formação e carreira
Lalín é natural de Buenos Aires, tendo cidadania dupla da Argentina e do Canadá. Como estudante do ensino médio representou a Argentina duas vezes na Olimpíada Internacional de Matemática, em 1993 e 1995, ganhando uma medalha de prata em 1995.
Obteve uma licenciatura em 1999 pela Universidade de Buenos Aires. Depois de iniciar o estudo de pós-graduação na Universidade de Princeton e passar um período como estudante visitante na Universidade Harvard, completou um doutorado em 2005 na Universidade do Texas em Austin. Sua tese, Some Relations of Mahler Measure with Hyperbolic Volumes and Special Values of L-Functions, foi orientada por Fernando Rodriguez-Villegas.
Tornou-se pesquisadora de pós-doutorado no Instituto de Estudos Avançados de Princeton, Mathematical Sciences Research Institute, Institut des Hautes Études Scientifiques, Instituto Max Planck de Matemática e Pacific Institute for the Mathematical Sciences, antes de obter um cargo em 2007 como professora assistente de matemática da Universidade de Alberta. Foi para a Universidade de Montreal em 2010, obtendo o cargo de professora associada em 2012 e foi promovida a professora titular em 2018.

## Reconhecimento
Foi vencedora de 2022 do Prêmio Krieger–Nelson da Canadian Mathematical Society, "por suas excelentes contribuições à pesquisa em teoria dos números e áreas afins".